# Simona Malpezzi
Simona Flavia Malpezzi (Cernusco sul Naviglio, 22 agosto 1972) è una politica italiana, dal 16 settembre 2019 al 25 marzo 2021 sottosegretario di Stato ai rapporti con il Parlamento nei governi Conte II e Draghi.
Il 25 marzo 2021 viene eletta, all'unanimità, capogruppo del Partito Democratico in Senato, succedendo ad Andrea Marcucci e mantenendo la stessa carica anche nella XIX legislatura fino al 28 marzo 2023, quando viene sostituita da Francesco Boccia.

## Biografia
Nata a Cernusco sul Naviglio, ma cresciuta e residente a Pioltello, nella provincia di Milano, si è laureata in lettere moderne all'Università Cattolica del Sacro Cuore di Milano con una tesi su Amintore Fanfani.
Dal 1997 è insegnante di scuola secondaria superiore, affiancando fin da subito l'impegno nell'organizzazione di esperienze all'estero e l'approfondimento dei temi della lotta alla dispersione scolastica, dell'alternanza scuola lavoro e dell'orientamento.
Nel 2005 si trasferisce in Germania con il marito Thomas e le figlie, insegnando lingua e cultura italiana presso la Volkshochschule di Aschaffenburg in Baviera.

### Gli inizi ed elezione a deputata
Tornata in Italia nel 2009 aderisce al Partito Democratico (PD), di cui diventa membro della segreteria cittadina di Pioltello, e con cui alle elezioni comunali in Lombardia del 2011 si candida al consiglio comunale di Pioltello, venendo eletta consigliera comunale e ricoprendo l'incarico di capogruppo del gruppo consiliare PD.

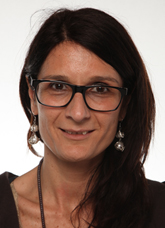
Malpezzi eletta alla Camera nel 2013

Nel dicembre 2012 partecipa alle elezioni primarie "Parlamentarie” del PD per scegliere i candidati al Parlamento alla imminenti elezioni politiche, raccogliendo 1.543 preferenze, venendo candidata alla Camera dei deputati, tra le liste del PD nella circoscrizione Lombardia 1 in ventunesima posizione, venendo eletta deputata come ultima degli eletti. Nel corso della XVII legislatura ha fatto parte della 7ª Commissione Cultura, scienza e istruzione, della Commissione parlamentare per l'infanzia e l'adolescenza e della Commissione parlamentare d'inchiesta sulle condizioni di sicurezza e stato di degrado delle città e delle periferie.

### Elezione a senatrice
Alle elezioni politiche del 2018 viene candidata al Senato della Repubblica, nelle liste del PD nel collegio plurinominale Lombardia - 02, risultando eletta senatrice. Durante la XVIII legislatura è stata segretaria della Commissione speciale per l'esame degli atti urgenti presentati dal Governo, membro della 7ª Commissione Istruzione pubblica, beni culturali, della 10ª Commissione Industria, commercio, turismo sostituita da Stefano Collina, della 13ª Commissione Territorio, ambiente, beni ambientali, anche sostituita da Franco Mirabelli, della 5ª Commissione Bilancio sostituita da Tommaso Nannicini, della 14ª Commissione Politiche dell'Unione europea sostituita da Alan Ferrari e della 1ª Commissione Affari Costituzionali, oltre a ricoprire l'incarico di vice-capogruppo del PD al Senato fino al 23 settembre 2019.
Alle primarie del PD del 2019 sostiene la mozione del segretario uscente Maurizio Martina, ex ministro delle politiche agricole nei governi Renzi e Gentiloni e rappresentante l'area "filo-renziana" del partito, che risulterà perdente arrivando secondo dietro a Nicola Zingaretti con il 22% dei voti. Successivamente aderisce alla corrente interna del PD "Base Riformista", di stampo riformista e centrista, guidata da Lorenzo Guerini e Luca Lotti.

### Sottosegretaria ai rapporti col Parlamento
In seguito alla nascita del secondo governo presieduto da Giuseppe Conte sostenuto da PD, Movimento 5 Stelle e Liberi e Uguali, il 13 settembre 2019 viene nominata dal Consiglio dei Ministri sottosegretario di Stato con delega ai rapporti con il Parlamento, affiancando il ministro pentastellato Federico D'Incà e insediandosi il 16 settembre, venendo confermata in tale ruolo il 24 febbraio 2021 nel governo di Mario Draghi.

### Capogruppo del PD al Senato e rielezione

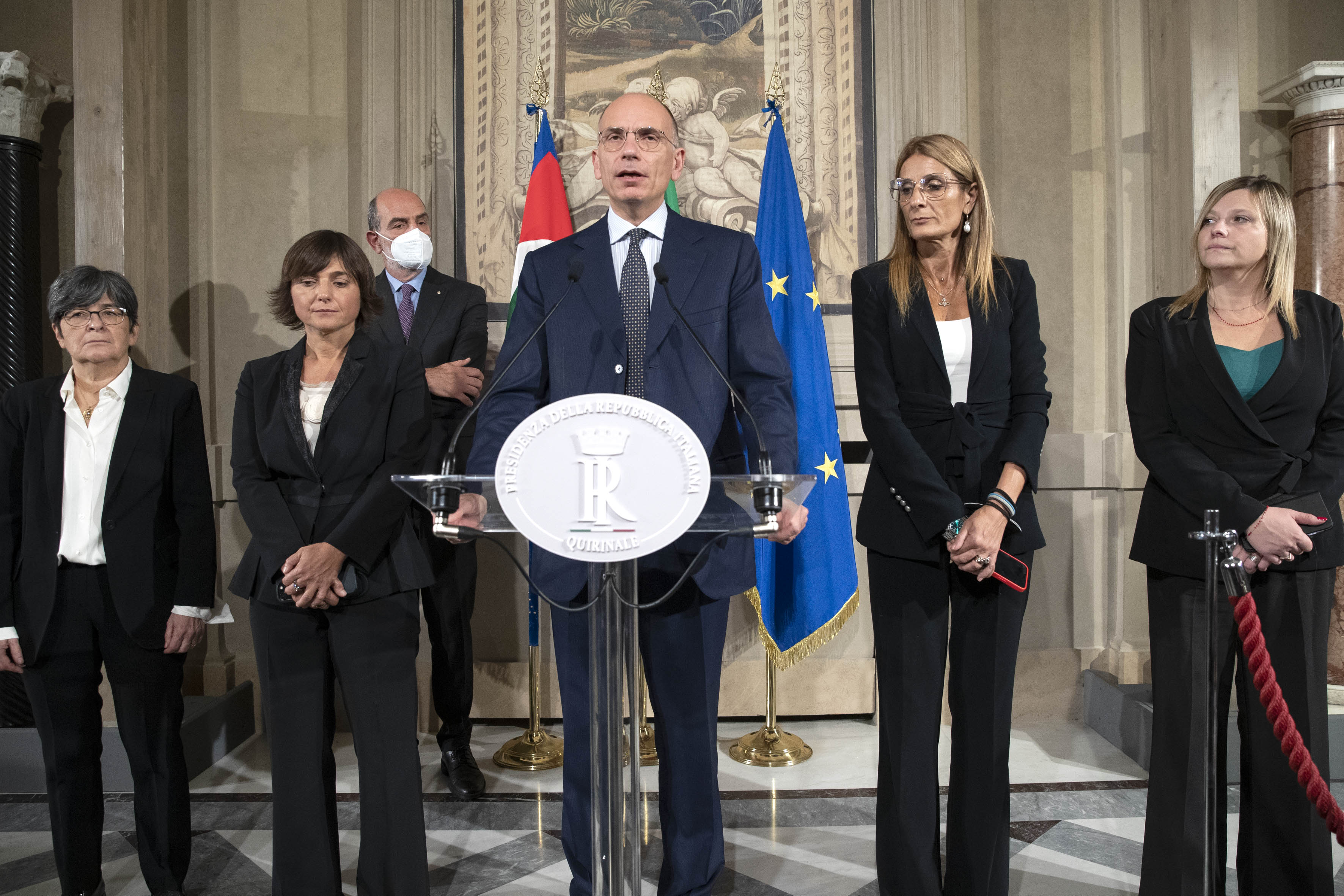
Malpezzi con Enrico Letta, Valentina Cuppi, Debora Serracchiani e Maria Cecilia Guerra alle consultazioni al Quirinale.

Il 25 marzo 2021, in seguito alla richiesta del neo-segretario del PD Enrico Letta di nominare due donne come presidenti dei gruppi parlamentari e dopo le tensioni interne al gruppo di Palazzo Madama, viene eletta all’unanimità capogruppo del Partito Democratico al Senato, succedendo ad Andrea Marcucci, e cessando dalla carica di sottosegretario ai rapporti col Parlamento in quanto i ruoli sono incompatibili; al suo posto subentra la senatrice PD Caterina Bini.
Alle elezioni politiche anticipate del 2022 viene candidata al Senato della Repubblica, tra le liste del Partito Democratico - Italia Democratica e Progressista (PD-IDP) nel collegi plurinominali Lombardia - 03 come capolista e Lombardia - 02 in seconda posizione, venendo rieletta. Nella XIX legislatura è vicepresidente della Commissione parlamentare per l'infanzia e l'adolescenza, componente della Commissione per la biblioteca e per l'archivio storico, della 4ª Commissione Politiche dell'Unione europea, della Commissione straordinaria per il contrasto dei fenomeni di intolleranza, razzismo, antisemitismo e istigazione all'odio e alla violenza, della delegazione italiana presso l'Assemblea parlamentare della NATO, oltre a ricoprire l'incarico di capogruppo del gruppo parlamentare PD-IDP al Senato dal 18 ottobre 2022 al 28 marzo 2023.
Alle primarie del PD del 2023 sostiene la mozione di Stefano Bonaccini, presidente della Regione Emilia-Romagna dal 22 dicembre 2014, ma che risulterà perdente venendo sconfitto dalla deputata del PD Elly Schlein. A gennaio 2024 viene scelta come coordinatrice, insieme a Piero De Luca, della corrente interna del PD "Energia Popolare" di Stefano Bonaccini.